# Haydn Rigby
Haydn Rigby (Southport, 18 dicembre 1936) è un ex nuotatore britannico.
Ha partecipato ai Giochi di Melbourne 1956 e di Roma 1960, gareggiando nei 100m dorso. Nel torneo di Melbourne fu selezionato anche per la Staffetta 4x200m sl, ma alla fine non vi gareggiò.
È arrivato quarto nella staffetta freestyle 4×220 yard dei Giochi del Commonwealth del 1954 (con Peter Head, Ronald Roberts e Donald Bland) e quarto nella Staffetta mista 3×110 yard (con Ronald Roberts e il non olimpionico Peter Jervis), sempre nell'edizione del 1954.